# Tilman Schroeder (Schöffe)
Tilman Schroeder (* 12. März 1645 in Aachen; † März 1706 ebenda) war ein deutscher Schöffe und Bürgermeister der Reichsstadt Aachen.

## Leben und Wirken
Tilman Schroeder war der Sohn des Weinhändlers Gerhard Schroeder und dessen Ehefrau Johanna Birmanns. Er studierte Rechtswissenschaften und übernahm anschließend das Amt des Sekretärs am Aachener Schöffengericht. Im Jahr 1683 wurde er in den Schöffenstuhl aufgenommen und trat in die Sternzunft, den Zusammenschluss der Aachener Schöffen, ein. Zwischen 1684 und 1693 wurde Schroeder sechsmal in den „Großen Rat“, der unter anderem für das Allgemeinwesen zuständig war und über Leben und Tod richtete, sowie zwischen 1695 und 1704 fünfmal in den „Kleinen Rat“ der Stadt Aachen gewählt, der sich mit der Stadt- und Landeshoheit beschäftigte und das Ober- und Appellationsgericht bildete. Darüber hinaus gewann er zwischenzeitlich in den Jahren 1696/97 und 1698/99 die Wahlen zum Schöffen-Bürgermeister der Stadt Aachen.
Neben diesen hauptamtlichen Tätigkeiten trat Schroeder 1687 in die Sakramentsbruderschaft von St. Foillan ein und übernahm 1696 und 1699 das Ehrenamt des Christoffel in der Königstorgrafschaft. In seinen letzten Lebensjahren versah er den Dienst als Kirchmeister an St. Foillan.
Schroeder starb unverheiratet im März 1706 und wurde laut Begräbnisnotiz der zuständigen Aachener Alexianer am 21. März beerdigt.